# 丁樂鍶
丁樂鍶（英語：Ting Lok Sze Janice，1988年5月1日—），香港女藝人、演員、模特兒，現為香港無綫電視基本藝人合約女藝員，中學畢業於中華基督教會燕京書院，其後參與無綫電視第23期無綫電視藝員訓練班，2009年畢業後簽約為無綫電視經理人合約女藝員，並首次加入《美女廚房》（第二輯）的「美味天使」的「腸粉」角色，也是該劇中唯一由無綫電視藝員訓練班出身的經理人合約女藝員（按：其餘的「美味天使」均只屬代理人合約女藝員）。
2012年4月，丁樂鍶離開無綫電視，轉投香港電視網絡（HKTV）旗下；《甜姐兒》、《雷霆掃毒》及《叛逃》成為離巢的告別作。離巢原因為拍攝完《甜姐兒》工作後再沒有新工作，因公司太多年輕藝員，而自己不想浪費太多時間，最後決定轉投香港電視網絡（HKTV）。2014年8月，丁樂鍶約滿香港電視網絡，離巢前拍攝過《開腦儆探》、《來生不做香港人》、《我阿媽係黑玫瑰》及《導火新聞線》等劇集。當中《來生不做香港人》於2014年12月首播，為其闊別幕前近3年後首度出鏡，其角色「港女」Lana備受觀眾留意
2017年，丁樂鍶回巢無綫電視。

## 演出作品

### 電視劇（無綫電視）
| 首播                   | 劇名                  | 角色                                                                  |
| ---------------------- | --------------------- | --------------------------------------------------------------------- |
| 2008年                 |                       |                                                                       |
| 10月20日-2010年2月12日 | 畢打自己人            | 腸 粉（第239集）                                                      |
| 2009年                 |                       |                                                                       |
| 8月8日                 | 南華夢飛翔            | 啦啦隊隊員                                                            |
| 10月19日-11月29日      | 宮心計                | 葉常青                                                                |
| 2010年                 |                       |                                                                       |
| 2月15日-2月20日        | 情人眼裏高一D         | 年青女郎                                                              |
| 6月14日-11月28日       | 天天天晴              | CoCo、書店員                                                          |
| 7月26日-8月20日        | 女人最痛              | 靚 模                                                                 |
| 8月23日-10月3日        | 公主嫁到              | 妓 女                                                                 |
| 9月20日-10月15日       | 翻叮一族              | 少 女                                                                 |
| 10月4日-10月29日       | 讀心神探              | 同 事                                                                 |
| 11月1日-12月10日       | 刑警                  | 石 朗（Sharon）                                                       |
| 11月29日-2011年3月18日 | 依家有喜              | 真                                                                    |
| 12月27日-2011年1月21日 | 居家兵團              | 菁                                                                    |
| 2011年                 |                       |                                                                       |
| 1月24日-2月18日        | 隔離七日情            | 張彥媛                                                                |
| 2月7日-3月4日          | 魚躍在花見            | 記 者                                                                 |
| 2月21日-4月2日         | Only You 只有您       | 情 侶（第14集）                                                       |
| 3月21日-10月30日       | 誰家灶頭無煙火        | 春 妹（第21集）、Yummi（第78集）                                      |
| 4月18日-5月27日        | 點解阿Sir係阿Sir      | 畢裘仁學生                                                            |
| 5月16日-6月10日        | 花花世界花家姐        | 學 生（第1集）                                                        |
| 5月30日-6月24日        | 怒火街頭              | 法庭書記                                                              |
| 6月13日-7月22日        | 團圓                  | 售貨員（第10集）                                                      |
| 6月27日-7月29日        | 真相                  | Y小姐（第4集）                                                        |
| 9月12日-10月7日        | 不速之約              | 索 女（第12集）                                                       |
| 10月3日-10月28日       | 荃加福祿壽探案        | 女 鬼、球 員（第15集）、接待員（第16集）、記 者（第18集）             |
| 10月10日-11月20日      | 法證先鋒III           | Kelly（第15集）                                                       |
| 10月31日-2012年5月13日 | 結·分@謊情式          | 女 人（第23集）                                                       |
| 11月21日-2012年1月1日  | 天與地                | Band女（第30集）                                                      |
| 2012年                 |                       |                                                                       |
| 1月3日-1月29日         | 換樂無窮              | 記 者（第2-9集）                                                      |
| 1月30日-2月24日        | 4 in Love             | 姊 妹（第3集）                                                        |
| 2月13日-3月16日        | On Call 36小時        | 丁麗萍                                                                |
| 2月27日-4月1日         | 東西宮略              | 小師妹（第1-20集）                                                    |
| 3月19日-4月13日        | 當旺爸爸              | 陳小欣（第10-11集）                                                   |
| 4月16日-5月18日        | 拳王                  | 不良青年（第11-12集）                                                 |
| 4月30日-6月8日         | 耀舞長安              | 阿 盈                                                                 |
| 5月21日-6月29日        | 心戰                  | Sandy（第11、25-30集）                                                |
| 6月24日-8月12日        | 飛虎                  | 嬅中學同學（第9集）                                                   |
| 7月2日-7月27日         | 護花危情              | Na Na（第8、10集）                                                    |
| 7月9日-8月10日         | 回到三國              | 美 女（第9集）                                                        |
| 8月13日-9月15日        | 造王者                | 韓雪梅（青年）                                                        |
| 9月17日-10月19日       | 天梯                  | 護 士                                                                 |
| 9月24日-11月4日        | 雷霆掃毒              | 李慧婷（第18集）                                                      |
| 2014年                 |                       |                                                                       |
| 3月17日-4月18日        | 叛逃                  | ATF護士（第17-18集）                                                  |
| 2017年                 |                       |                                                                       |
| 5月8日                 | 愛·回家之開心速遞     | 阿水（第55集、365集）                                                 |
| 10月19日               | 愛·回家之開心速遞     | 電視女主角（第173集）                                                 |
| 8月28日-9月22日        | 燦爛的外母            |                                                                       |
| 11月27日-2018年1月19日 | 溏心風暴3             | 老師（第3集）                                                         |
| 2018年                 |                       |                                                                       |
| 3月5日-4月13日         | 果欄中的江湖大嫂      | 美女（第29集）                                                        |
| 5月21日-7月7日         | 宮心計2深宮計         | 淑芳                                                                  |
| 11月12日-12月23日      | 兄弟                  | 沈美雅（Mia）                                                         |
| 2019年                 |                       |                                                                       |
| 2月25日-3月29日        | 福爾摩師奶            | 周若玫（第25集）                                                      |
| 4月6日-5月4日          | 廉政行動2019          | 廉政公署調查員                                                        |
| 6月10日-7月12日        | 白色強人              | 醫科生（第7集）                                                       |
| 7月15日-8月16日        | 十二傳說              | 黃雅梓（Suzie）                                                       |
| 7月22日-8月30日        | 包青天再起風雲        | 李小菊（小菊）                                                        |
| 8月19日-9月13日        | 她她她的少女時代      | DPC職員                                                               |
| 9月16日-10月12日       | 金宵大廈              | 索女（第13集）                                                        |
| 10月14日-11月23日      | 解決師                | 護士（第11-12、16、19-20集）                                          |
| 11月25日-12月27日      | 多功能老婆            | 學員（第13集）                                                        |
| 2020年                 |                       |                                                                       |
| 1月20日-2月28日        | 大醬園                | 楊如意                                                                |
| 1月6日-2月14日         | 黃金有罪              | 蔡麗冰（第24、27-29集）                                               |
| 2月17日-3月27日        | 法證先鋒IV            | CID（第17集）                                                         |
| 3月30日-5月1日         | 機場特警              | 女團友（第5集）                                                       |
| 4月20日-5月15日        | 十八年後的終極告白    | 許可欣                                                                |
| 6月8日-7月10日         | 那些我愛過的人        | 護士（第16、18集）                                                    |
| 6月29日-8月7日         | 殺手                  | 兔女郎（第1集）、索女（第11集）                                       |
| 7月13日-8月14日        | 迷網                  | 姊妹（第19集）                                                        |
| 8月10日-9月18日        | 反黑路人甲            | 投資公司職員（第1集）                                                 |
| 8月17日-9月11日        | 過街英雄              | 秘書（第18-19集）                                                     |
| 9月21日-10月16日       | C9特工                | 年輕女助理（第12集）                                                  |
| 11月16日-12月24日      | 踩過界II              | 羅美                                                                  |
| 12月7日-12月22日       | 香港愛情故事          | 希粉絲（第1集）                                                       |
| 2021年                 |                       |                                                                       |
| 2020年12月28日-1月24日 | 堅離地愛堅離地        | 物理治療師（第16集）                                                  |
| 3月22日-4月30日        | 愛美麗狂想曲          | Cat                                                                   |
| 3月8日-4月9日          | 大步走                | 女客人（第16集）                                                      |
| 4月12日-5月23日        | 伙記辦大事            | 文員（第1集）                                                         |
| 5月3日-6月11日         | 逆天奇案              | 護士（第6集）                                                         |
| 5月24日                | 愛·回家之開心速遞     | 厚水朋友（第1248集）                                                  |
| 6月14日-7月16日        | 寶寶大過天            | LS職員                                                                |
| 8月9日-9月11日         | 七公主                | 少甜                                                                  |
| 9月13日-10月15日       | 我家無難事            | 學生（第25集）                                                        |
| 10月18日-11月22日      | 星空下的仁醫          | 護士                                                                  |
| 10月18日-11月20日      | 換命真相              | 職員（第14集）                                                        |
| 11月23日-12月24日      | 拳王                  | 舉牌女郎（第2集）、參加者（第10集）、一女郎（第11集）、賓客（第23集） |
| 11月22日-12月17日      | 十月初五的月光        | 公立醫院護士（第16集）                                                |
| 12月20日-2022年1月14日 | 異搜店                | Janice（第5、6、10集）                                                |
| 2022年                 |                       |                                                                       |
| 1月10日-2月19日        | 鐵拳英雄              | 舞女（第6集）、陪酒女郎（第15、19集）                                 |
| 4月18日-5月13日        | 食腦喪Ｂ              | 朋友（第3集）                                                         |
| 5月2日-5月27日         | 雙生陌生人            | 員工（第12集）                                                        |
| 5月30日-6月24日        | 十八年後的終極告白2.0 | 骨灰龕職員（第11集）                                                  |
| 6月27日-7月22日        | 童時愛上你            | 客人（第1集）、KOL（第13集）                                          |
| 7月25日-9月2日         | 白色強人II            | 楊逸滔秘書                                                            |
| 8月1日-9月2日          | 痞子殿下              | 宮女                                                                  |
| 12月5日-2023年1月6日   | 輕·功                 | 年輕人（第15集）                                                      |
| 12月26日-2023年1月20日 | 有種好男人            | 侍應（第2集）                                                         |
| 2023年                 |                       |                                                                       |
| 1月30日-3月3日         | 新四十二章            | 大學生（第2集）                                                       |
| 7月3日－7月28日        | 靈戲逼人              | 李惠卿（青年）                                                        |
| 7月31日-9月7日         | 破毒強人              | 軍裝警員                                                              |
| 7月31日－8月25日       | 寵愛Pet Pet           | 警察（第19-20集）                                                     |
| 2024年                 |                       |                                                                       |
| 1月1日-1月26日         | 旁觀者                | 蔡敏寧                                                                |
| 1月29日-2月23日        | 本尊就位              | 迎春                                                                  |
| 11月25日 - 12月27日    | 異空感應              | Candy                                                                 |

### 網絡劇（big big channel）
- 2017年：降魔的番外篇 - 首部曲

### 電視劇（香港電視網絡）
| 首播                    | 劇名           | 角色                  |
| ----------------------- | -------------- | --------------------- |
| 2014年                  |                |                       |
| 12月12日－2015年1月15日 | 來生不做香港人 | 許晴希（Lana）        |
| 2015年                  |                |                       |
| 2月9日－2月19日         | 我阿媽係黑玫瑰 | 雲妮莎特普（Vanessa） |
| 3月10日－4月10日        | 導火新聞線     | 汪海藍（年輕）        |
| 4月13日－4月28日        | 大眾情性       | 何太（第6集）         |
| 5月12日－6月1日         | 歲月樓情       | Ivy                   |
| 9月3日－9月24日         | 開腦儆探       | 何妙麗                |

### 廣告

#### 2011年
- 太興奶茶 （電視廣告）
- Regene護膚品 （和黃浩然合作拍平面廣告）
- 邦民日本財務「貸款Easy Spot」 （和陳美詩合作拍電視廣告）
- 中原電器 Nikon 1 （電視廣告）

#### 2014年
- BioSilm徒手瘦面 （巴士廣告）

#### 2015年
- 瞳理心 （平面廣告）

#### 2018年
- 日立雪櫃 （電視廣告）

#### 2024年
- MTR 打風搭到搭唔到? 颱風安排要知道 (平面及TVC廣告)

### 綜藝節目（無綫電視）

#### 2009年
- 美女廚房 美味天使 -「腸粉」
- 霎時感動（第55集（《有福的病人》），第60集（《牙膏的啟示》），第190集（《哲学家的决定》））

#### 2010年
- 荃加福祿壽 （第7集）

#### 2011年
- 甜姐兒 主持（浪漫甜姐兒）

#### 2018年
- 降魔的 捉妖遊戲

### 電影

#### 2011年
- 我愛香港 飾 1987年夜總會舞小姐
- 勁抽福祿壽 飾 靚模

#### 2012年
- 寒戰 飾 高級督察

#### 2016年
- 妖靈醫館
- 寒戰II

## 其他演出作品
- 側田 - 無限大 MV - TVB Version
- 4anda - Listen To My Heart MV - TVB Version

## 寫真集
- Tastes of Angels

## 外部連結
- 丁樂鍶的新浪微博
- 丁樂鍶的Instagram帳戶
- 丁樂鍶的Facebook專頁
- 丁樂鍶在互联网电影资料库（IMDb）上的資料（英文）（英文）
- 丁樂鍶在香港影庫上的簡介
- 丁樂鍶在时光网上的簡介（简体中文）
- 丁樂鍶官方影迷會論壇

1. ↑  .   [2015-02-12]. （原始内容存档于2015-02-12）.
2. ↑  經理人沒收電話　丁樂鍶同 HKTV解約 （页面存档备份，存于）FACE週刊 第391期
3. ↑  丁樂鍶轟經理人不負責任 （页面存档备份，存于）on.cc，2014年8月15日
4. ↑  .   [2015-02-12]. （原始内容存档于2015-02-12）.